# Jeschi

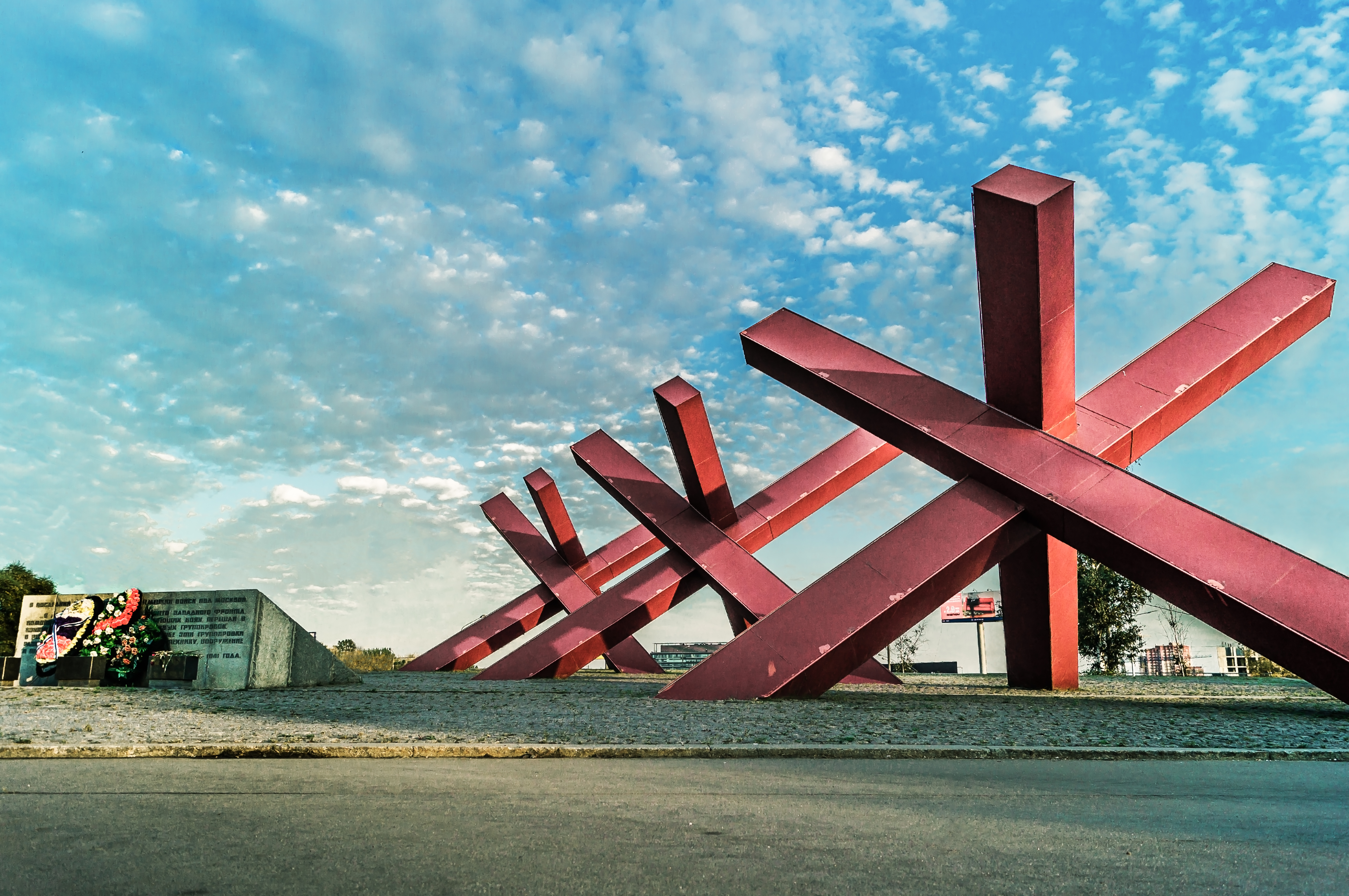
Denkmal (2015)

Jeschi (auch Protiwotankowye jeschi; wörtlich Die Igel von russisch Противотанковые ежи für Panzerabwehrigel) ist ein Denkmal in Chimki bei Moskau.
Das 1966 eröffnete Denkmal liegt bei Kilometer 23 (gemessen ab Stadtzentrum Moskau) der Leningrader Chaussee und markiert den der russischen Hauptstadt nächstgelegenen Ort, den die deutsche Wehrmacht im Dezember 1941 bei ihrem Vorstoß auf Moskau erreicht hatte.